# Huanchihuaylas
Huanchihuaylas o Huancho Huaylas es un sitio arqueológico en el Perú. Está situado en el distrito de Ate, en la provincia de Lima, capital del Perú. Huanchihuaylas integró a uno de los fundos de Ate Alto, renombrado como Santa Clara. El primer ramal se terminó de construir entre los 400 a 500 d. C. (Cultura Lima). En los años 900 y 1,400 d. C. (Cultura Ichma) fue construido el segundo ramal. Perteneció al imperio inca (1450-1532). Este sitio fue declarado Patrimonio Cultural de la Nación en el año 2003.

## Ubicación
Está situado en la localidad de Santa Clara, provincia de Lima, distrito de Ate.